# Championnat de Norvège de combiné nordique
Cette page recense les podiums du championnat de Norvège de combiné nordique depuis l'année 1909.
Ils sont organisés par la fédération norvégienne de ski, fondée le 21 février 1908.

## Palmarès
| Année       | Lieu               | Tremplin             | Discipline                                        | Champion de Norvège                                                       | Vice-champion                                                                  | Médaille de bronze                                                         |
| ----------- | ------------------ | -------------------- | ------------------------------------------------- | ------------------------------------------------------------------------- | ------------------------------------------------------------------------------ | -------------------------------------------------------------------------- |
| 1909        | Lillehammer        | Lysgårdsbakken       |                                                   | Knut Holst                                                                | Thorvald Hansen                                                                | Lars Neby (no)                                                             |
| 1910        | Skien              | Kikutbakken          |                                                   | Lauritz Bergendahl                                                        | Andres Innleggen (no)                                                          | Lars Høgvold                                                               |
| 1911        | Hønefoss           | Livbakken            |                                                   | Knut Holst                                                                | Otto Tangen                                                                    | Johan Kristoffersen                                                        |
| 1912        | Trondheim          | Gråkallbakken        |                                                   | Lauritz Bergendahl                                                        | Ingvald Østern                                                                 | Lars Høgvold                                                               |
| 1913        | Hamar, Brumunddal  | Frambakken           |                                                   | Johan Kristoffersen                                                       | Lars Høgvold                                                                   | Sverre Østbye                                                              |
| 1914        | Voss               | Songvebakken         |                                                   | Embret Mellesmo                                                           | Johs. Gulbraa                                                                  | Ole Jerpaasen                                                              |
| 1915        | Geithus            | Gustadbakken         |                                                   | Gunnar Ødegaard                                                           | Embret Mellesmo                                                                | Thorleif Haug                                                              |
| 1916        | Trondheim          | Graakallbakken       |                                                   | Einar Søbstad                                                             | Otto Aasen                                                                     | Lars Høgvold                                                               |
| 1917        | Dokka              | Granerbakken         |                                                   | Ingvar Langlien (no)                                                      | Otto Aasen                                                                     | Thorleif Haug                                                              |
| 1918        | Rjukan             | Ingolfslandbakken    |                                                   | Otto Aasen                                                                | Thorleif Haug                                                                  | Ragnvald Landvik (no)                                                      |
| 1919        | Bærum              | Solbergbakken        |                                                   | Thoralf Strømstad                                                         | Ingvar Langlien (no)                                                           | Thorleif Haug                                                              |
| 1920        | Elverum            | Vindheia             |                                                   | Harald Økern                                                              | Thoralf Strømstad                                                              | Otto Aasen                                                                 |
| 1921        | Trondheim          | Gråkallbakken        |                                                   | Georg Østerholt                                                           | Otto Aasen                                                                     | Harald Økern                                                               |
| 1922        | Gjøvik             | Tranbergbakken       |                                                   | Thorleif Haug                                                             | Einar Landvik                                                                  | Johan Grøttumsbråten                                                       |
| 1923        | Risør, Songe       | Songebakken          |                                                   | Knut Strømstad                                                            | Otto Aasen                                                                     | Jørgen Westlund (no)                                                       |
| 1924        | Voss               | Songvebakken         |                                                   | Harald Økern                                                              | Georg Østerholt                                                                | Otto Aasen                                                                 |
| 1925        | Trondheim          | Gråkallbakken        |                                                   | Harald Økern                                                              | Per O. Nilsgård (no)                                                           | Hagbart Haakonsen                                                          |
| 1926        | Drammen            | Konnerudkollen       |                                                   | Johan Grøttumsbråten                                                      | Ole Stenen                                                                     | Thorleif Haug                                                              |
| 1927        | Lillehammer        | Lysgårdsbakken       |                                                   | Ole Kolterud                                                              | Ole Hegge                                                                      | Hagbart Haakonsen                                                          |
| 1928        | Narvik             | Fagerlibakken (no)   |                                                   | Ole Stenen                                                                | Bernt Bergehagen                                                               | Sigurd Næstad (no)                                                         |
| 1929        | Kongsberg          | Hannibalbakken       |                                                   | Hans Vinjarengen                                                          | Johan Grøttumsbråten                                                           | Trygve Brodahl                                                             |
| 1930        | Trondheim          | Gråkallbakken        |                                                   | Odd Stageberg                                                             | Ole Stenen                                                                     | Christian Holmen (no)                                                      |
| 1931        | Hamar              | Furubergbakken       |                                                   | Ole Stenen                                                                | Kaare Busterud                                                                 | Hans Vinjarengen                                                           |
| 1932        | Trondheim          | Gråkallbakken        |                                                   | Épreuve annulée                                                           | Épreuve annulée                                                                | Épreuve annulée                                                            |
| 1933        | Aker               | Nydalsbakken         |                                                   | Olav Lian                                                                 | Sverre Salamonsen                                                              | Olaf Hoffsbakken                                                           |
| 1934        | Porsgrunn          | Lidbakken            |                                                   | Hans Vinjarengen                                                          | Sverre Kolterud                                                                | Olav Lian                                                                  |
| 1935        | Molde              | Moldeheibakken       |                                                   | Olav Lian                                                                 | Sigurd Røen                                                                    | Kåre Albinussen                                                            |
| 1936        | Kongsvinger        |                      |                                                   | Kaare Busterud                                                            | Bernt Østerkløft                                                               | Thorvald Heggem                                                            |
| 1937        | Andebu             | Bjellandbakken       |                                                   | Olaf Hoffsbakken                                                          | Olav Lian                                                                      | Sigurd Røen                                                                |
| 1938        | Mo i Rana          | Fageråsbakken        |                                                   | Magnar Fosseide                                                           | Olav Lian                                                                      | Sigurd Røen                                                                |
| 1939        | Kristiansand       | Tinnheiabakken       |                                                   | Gunnar Hermansen                                                          | Reidar Karlsen                                                                 | Sverre Brenden                                                             |
| 1940        | Raufoss            | Lønnbergbakken       |                                                   | Emil Kvanlid                                                              | Olav Odden                                                                     | Ola Normann Bakke                                                          |
| 1941 - 1945 | Épreuves annulées  | Épreuves annulées    | Épreuves annulées                                 | Épreuves annulées                                                         | Épreuves annulées                                                              | Épreuves annulées                                                          |
| 1944        | Sollefteå, Suède   | Hallstabacken        | Championnat officieux organisé en temps de guerre | Magne Braathen                                                            | Sverre Brenden                                                                 | Arvid Fossum                                                               |
| 1946        | Drammen, Mjøndalen | Vikkollen            |                                                   | Ottar Gjermundshaug                                                       | Eilert Dahl                                                                    | Magne Gjermundshaug                                                        |
| 1947        | Tistedalen         |                      |                                                   | Simon Slåttvik                                                            | Olaf Dufseth                                                                   | Eldar Hagen                                                                |
| 1948        | Lillehammer        | Lysgårdsbakken       |                                                   | Per Sannerud                                                              | Ottar Gjermundshaug                                                            | Olaf Dufseth                                                               |
| 1949        | Steinkjer          | Jutulen              |                                                   | Simon Slåttvik                                                            | Per Sannerud                                                                   | Ottar Gjermundshaug                                                        |
| 1950        | Asker              | Furubakken           |                                                   | Ottar Gjermundshaug                                                       | Eilert Dahl                                                                    | Simon Slåttvik                                                             |
| 1951        | Narvik             |                      |                                                   | Simon Slåttvik                                                            | Kjetil Mårdalen                                                                | Sverre Stenersen                                                           |
| 1952        | Porsgrunn          |                      |                                                   | Per Gjelten                                                               | Ottar Gjermundshaug                                                            | Simon Slåttvik Sverre Stenersen                                            |
| 1953        | Trondheim          | Granåsen             |                                                   | Simon Slåttvik                                                            | Per Gjelten                                                                    | Gunder Gundersen                                                           |
| 1954        | Kongsvinger        |                      |                                                   | Sverre Stenersen                                                          | Gunder Gundersen                                                               | Kjetil Mårdalen                                                            |
| 1955        | Voss               |                      |                                                   | Sverre Stenersen                                                          | Gunder Gundersen                                                               | Tormod Knutsen                                                             |
| 1956        | Drammen            | Drafnkollen          |                                                   | Sverre Stenersen                                                          | Tormod Knutsen                                                                 | Per Gjelten                                                                |
| 1957        | Mo i Rana          |                      |                                                   | Sverre Stenersen                                                          | Tormod Knutsen                                                                 | Gunder Gundersen                                                           |
| 1958        | Oslo               |                      |                                                   | Sverre Stenersen                                                          | Gunder Gundersen                                                               | Kristoffer Grøtli                                                          |
| 1959        | Gjøvik             |                      |                                                   | Tormod Knutsen                                                            | Gunder Gundersen                                                               | Sverre Stenersen                                                           |
| 1960        | Krokstadelva       | Bjørkedokkbakken     |                                                   | Tormod Knutsen                                                            | Arne Larsen                                                                    | Gunder Gundersen                                                           |
| 1961        | Røros              |                      |                                                   | Gunder Gundersen                                                          | Arne Larsen                                                                    | Ole Henrik Fagerås                                                         |
| 1962        |                    |                      |                                                   | Arne Larsen                                                               | Ole Henrik Fagerås                                                             | Tormod Knutsen                                                             |
| 1963        |                    |                      |                                                   | Tormod Knutsen                                                            | Arne Larsen                                                                    | Arne Barhaugen                                                             |
| 1964        |                    |                      |                                                   | Tormod Knutsen                                                            | Bjørn Wirkola                                                                  | Arne Larsen                                                                |
| 1965        |                    |                      |                                                   | Arne Larsen                                                               | Mikkel Dobloug                                                                 | Markus Svendsen                                                            |
| 1966        | Rena               | Renabakken           |                                                   | Mikkel Dobloug                                                            | Terje Kristoffersen                                                            | Egil Nordseth                                                              |
| 1967        |                    |                      |                                                   | Markus Svendsen                                                           | Mikkel Dobloug                                                                 | Dag Jensvold                                                               |
| 1968        | Ørskog             | Løklibakken          |                                                   | Markus Svendsen                                                           | Mikkel Dobloug                                                                 | Kåre Olav Berg                                                             |
| 1969        |                    |                      |                                                   | Kåre Olav Berg                                                            | Mikkel Dobloug                                                                 | Markus Svendsen                                                            |
| 1970        | Trondheim          | Granåsen             |                                                   | Kåre Olav Berg                                                            | Gjert Andersen                                                                 | Egil Nordseth                                                              |
| 1971        |                    |                      |                                                   | Kåre Olav Berg                                                            | Odd Arne Engh                                                                  | Markus Svendsen                                                            |
| 1972        |                    |                      |                                                   | Kåre Olav Berg                                                            | Pål Schjetne                                                                   | Gjert Andersen                                                             |
| 1973        | Vang (Hamar)       | Lierberget           |                                                   | Odd Arne Engh                                                             | Gjert Andersen                                                                 | Stein Gullikstad                                                           |
| 1974        |                    |                      |                                                   | Pål Schjetne                                                              | Arne Bystøl                                                                    | Tom Sandberg                                                               |
| 1975        |                    |                      |                                                   | Tom Sandberg                                                              | Pål Schjetne                                                                   | Arne Bystøl                                                                |
| 1976        |                    |                      |                                                   | Tom Sandberg                                                              | Stein Gullikstad                                                               | Odd Arne Engh                                                              |
| 1977        |                    |                      |                                                   | Tom Sandberg                                                              | Odd Arne Engh                                                                  | Hallstein Bøgseth                                                          |
| 1978        |                    |                      |                                                   | Tom Sandberg                                                              | Hallstein Bøgseth                                                              | Arne Morten Granlien                                                       |
| 1979        |                    |                      |                                                   | Tom Sandberg                                                              | Hallstein Bøgseth                                                              | Arne Morten Granlien                                                       |
| 1980        |                    |                      |                                                   | Tom Sandberg                                                              | Hallstein Bøgseth                                                              | Arne Morten Granlien                                                       |
| 1981        |                    |                      |                                                   | Hallstein Bøgseth                                                         | Knut Leo Abrahamsen                                                            | Bjørn Bruvoll                                                              |
| 1982        |                    |                      | Individuel                                        | Tom Sandberg                                                              | Espen Andersen                                                                 | Per Bjørn                                                                  |
| 1982        |                    |                      | Par équipes                                       | Oslo                                                                      |                                                                                |                                                                            |
| 1983        |                    |                      | Individuel                                        | Tom Sandberg                                                              | Espen Andersen                                                                 | Geir Andersen                                                              |
| 1983        |                    |                      | Par équipes                                       | Oslo- Espen Andersen - Geir Andersen - John Riiber                        |                                                                                |                                                                            |
| 1984        | Kongsberg, Hof     | Hannibalbakken       | Individuel                                        | Tom Sandberg                                                              | Geir Andersen                                                                  | Hallstein Bøgseth                                                          |
| 1984        | Kongsberg, Hof     | Hannibalbakken       | Par équipes                                       | Nord-Trøndelag- Bjørn Bruvoll - Per Morten Dahl - Hallstein Bøgseth       |                                                                                |                                                                            |
| 1985        |                    |                      | Individuel                                        | Geir Andersen                                                             | Hallstein Bøgseth                                                              | Torbjørn Løkken                                                            |
| 1985        |                    |                      | Par équipes                                       | Oslo- Espen Andersen - John Riiber - Jon Andersen                         | Vest-Finnmark                                                                  | Nord-Trøndelag                                                             |
| 1986        |                    |                      | Individuel                                        | Geir Andersen                                                             | Torbjørn Løkken                                                                | Espen Andersen                                                             |
| 1986        |                    |                      | Par équipes                                       | Oslo- Espen Andersen - John Riiber - Geir Andersen                        | Nord-Trøndelag                                                                 | Vest-Finnmark                                                              |
| 1987        |                    |                      | Individuel                                        | Torbjørn Løkken                                                           | Arne Orderløkken                                                               | Hallstein Bøgseth                                                          |
| 1987        |                    |                      | Par équipes                                       | Nord-Trøndelag                                                            |                                                                                |                                                                            |
| 1988        | Vang (Hamar)       | Lierberget           | Individuel                                        | Hallstein Bøgseth                                                         | Torbjørn Løkken                                                                | Trond-Arne Bredesen                                                        |
| 1988        | Vang (Hamar)       | Lierberget           | Par équipes                                       | Nord-Trøndelag- Bård Jørgen Elden - Trond Einar Elden - Hallstein Bøgseth | Oppland 1- Arne Orderløkken - Torbjørn Løkken - Trond-Arne Bredesen            | Asker og Bærum 1- Steinar Bjerke - Aage Hagen - Ansgar Danielsen           |
| 1989        | Konnerud           |                      | Individuel                                        | Trond Einar Elden                                                         | Bård Jørgen Elden                                                              | Knut Tore Apeland                                                          |
| 1989        | Steinkjer          |                      | Par équipes                                       | Nord-Trøndelag- Trond Einar Elden - Bård Jørgen Elden - Hallstein Bøgseth | Oppland- Trond-Arne Bredesen - Torbjørn Løkken - Arne Orderløkken              | Oslo- Geir Andersen - Jon Andersen - Christian Grimshei                    |
| 1990        |                    |                      | Individuel                                        | Trond-Arne Bredesen                                                       | Trond Einar Elden                                                              | Knut Tore Apeland                                                          |
| 1990        |                    |                      | Par équipes                                       | Nord-Trøndelag- Bård Jørgen Elden - Hallstein Bøgseth - Erlend Gystad     |                                                                                |                                                                            |
| 1991        |                    |                      | Individuel                                        | Fred Børre Lundberg                                                       | Trond Einar Elden                                                              | Knut Tore Apeland                                                          |
| 1991        |                    |                      | Par équipes                                       | Nord-Trøndelag                                                            |                                                                                |                                                                            |
| 1992        | Trondheim          | Granåsen             | Individuel                                        | Bård Jørgen Elden                                                         | Trond Einar Elden                                                              | Knut Tore Apeland                                                          |
| 1992        |                    |                      | Par équipes                                       | Akershus- Jo Morten Hagen - Glenn Skram - Ansgar Danielsen                | Sør-Trøndelag                                                                  | Oslo                                                                       |
| 1993        | Våler              | Gjerdrumsbakken      | Individuel                                        | Fred Børre Lundberg                                                       | Knut Tore Apeland                                                              | Bård Jørgen Elden                                                          |
| 1993        | Våler              | Gjerdrumsbakken      | Par équipes                                       | Nord-Trøndelag- Henrik Brørs - Trond Einar Elden - Bård Jørgen Elden      | Troms                                                                          | Sør-Trøndelag                                                              |
| 1994        |                    |                      | Individuel                                        | Fred Børre Lundberg                                                       | Trond Einar Elden                                                              | Bård Jørgen Elden                                                          |
| 1994        |                    |                      | Par équipes                                       | Nord-Trøndelag- Bård Jørgen Elden - Espen Vekseth - Trond Einar Elden     | Akershus                                                                       | Oslo                                                                       |
| 1995        |                    |                      | Individuel                                        | Fred Børre Lundberg                                                       | Trond Einar Elden                                                              | Knut Tore Apeland                                                          |
| 1995        |                    |                      | Par équipes                                       | Troms- Bjarte Engen Vik - Kristian Hammer - Fred Børre Lundberg           | Nord-Trøndelag                                                                 | Akershus                                                                   |
| 1996        | Stryn              | Bjørkelibakken       | Individuel                                        | Bjarte Engen Vik                                                          | Halldor Skard                                                                  | Trond Einar Elden                                                          |
| 1996        | Stryn              | Bjørkelibakken       | Par équipes                                       | Troms- Bjarte Engen Vik - Amund Johnsen - Fred Børre Lundberg             | Nord-Trøndelag- Bård Jørgen Elden - Frode Elden - Trond Einar Elden            | Oslo- Knut Borge-Andersen - Kristoff Erichsen - Halldor Skard              |
| 1997        |                    |                      | Individuel                                        | Bjarte Engen Vik                                                          | Kristian Hammer                                                                | Fred Børre Lundberg                                                        |
| 1997        |                    |                      | Par équipes                                       | Nord-Trøndelag- Frode Elden - Trond Einar Elden - Bård Jørgen Elden       | Troms                                                                          | Oslo                                                                       |
| 1998        | Berkåk (en)        |                      | Individuel                                        | Bjarte Engen Vik                                                          | Kristian Hammer                                                                | Trond Einar Elden                                                          |
| 1998        | Berkåk (en)        |                      | Par équipes                                       | Troms- Kristian Hammer - Bjarte Engen Vik - Fred Børre Lundberg           | Nord-Trøndelag                                                                 | Nordland                                                                   |
| 1999        | Raufoss            |                      | Gundersen                                         | Bjarte Engen Vik                                                          | Kenneth Braaten                                                                | Trond Einar Elden                                                          |
| 1999        | Raufoss            |                      | Sprint                                            | Jacob Gunnes                                                              | Kristian Hammer                                                                | Lars Andreas Østvik                                                        |
| 1999        | Raufoss            |                      | Par équipes                                       | Troms- Bjarte Engen Vik - Fred Børre Lundberg - Kristian Hammer           | Telemark                                                                       | Nordland                                                                   |
| 2000        | Vang               |                      | Gundersen                                         | Bjarte Engen Vik                                                          | Lars Andreas Østvik                                                            | Halldor Skard                                                              |
| 2000        | Vang               |                      | Sprint                                            | Fred Børre Lundberg                                                       | Kristian Hammer                                                                | Bjarte Engen Vik                                                           |
| 2000        | Vang               |                      | Par équipes                                       | Troms                                                                     | Telemark                                                                       | Nordland                                                                   |
| 2001        |                    |                      | Gundersen                                         | Bjarte Engen Vik                                                          | Kristian Hammer                                                                | Kenneth Braaten                                                            |
| 2001        |                    |                      | Sprint                                            | Kristian Hammer                                                           | Bjarte Engen Vik                                                               | Sverre Rotevatn                                                            |
| 2001        |                    |                      | Par équipes                                       | Troms- Bjarte Engen Vik - Fred Børre Lundberg - Kristian Hammer           | Nordland                                                                       | Sør-Trøndelag                                                              |
| 2002        |                    |                      | Gundersen                                         | Jan Rune Grave                                                            | Sverre Rotevatn                                                                | Lars Andreas Østvik                                                        |
| 2002        |                    |                      | Sprint                                            | Preben Fjære Brynemo                                                      | Petter Tande                                                                   | Sverre Rotevatn                                                            |
| 2002        | Høydalsmo          | Huka Hoppanlegg (de) | Par équipes                                       | Sør-Trøndelag- Jan Schmid - Petter Tande - Magnus Moan                    | Troms                                                                          | Nordland                                                                   |
| 2003        | Lillehammer        |                      | Gundersen                                         | Kristian Hammer                                                           | Preben Fjære Brynemo                                                           | Ola Morten Græsli                                                          |
| 2003        | Lillehammer        |                      | Sprint                                            | Kristian Hammer                                                           | Ola Morten Græsli                                                              | Preben Fjære Brynemo                                                       |
| 2003        | Lillehammer        |                      | Par équipes K85 / 3 x 5 km                        | Sør-Trøndelag- Ola Morten Græsli - Magnus Moan - Petter Tande             | Nordland- Lars Andreas Østvik - Mathias Østvik - Kenneth Braaten               | Oppland- Jon-Richard Rundsveen (pl) - Iver Markengbakken - Sverre Rotevatn |
| 2004        | Bardufoss          | Mobakken (Bardu)     | Gundersen K90 / 15 km                             | Magnus Moan                                                               | Jan Rune Grave                                                                 | Kenneth Braaten                                                            |
| 2004        | Bardufoss          | Mobakken (Bardu)     | Sprint K90 / 7,5 km                               | Magnus Moan                                                               | Jan Rune Grave                                                                 | Espen Rian                                                                 |
| 2004        | Trysil             | Lerberget            | Par équipes K70 / 3 x 5 km                        | Sør-Trøndelag 1- Jan Schmid - Petter Tande - Magnus Moan                  | Sør-Trøndelag 2- Espen Rian - Kai Kvaal - Ola Morten Græsli                    | Nordland 1- Lars Andreas Østvik - Joakim Klaussen Aakvik - Kenneth Braaten |
| 2005        | Lillehammer        | Lysgårdsbakken       | Gundersen K120 / 15 km                            | Håvard Klemetsen                                                          | Kenneth Braaten                                                                | Ola Morten Græsli                                                          |
| 2005        | Lillehammer        | Lysgårdsbakken       | Sprint K120 / 7,5 km                              | Kenneth Braaten                                                           | Ola Morten Græsli                                                              | Håvard Klemetsen                                                           |
| 2005        |                    |                      | Par équipes                                       | Épreuve annulée                                                           | Épreuve annulée                                                                | Épreuve annulée                                                            |
| 2006        | Kongsberg          |                      | Gundersen                                         | Petter Tande                                                              | Magnus Moan                                                                    | Håvard Klemetsen                                                           |
| 2006        | Kongsberg          | Sprint               | Jo-Wesche Fossheim                                | Mathias Østvik                                                            | Espen Rian                                                                     |                                                                            |
| 2006        | Høydalsmo          | Huka hoppanlegg      | Par équipes                                       | Sør-Trøndelag 1- Petter Tande - Espen Rian - Magnus Moan                  | Oppland- Iver Markengbakken - Jonas Nermoen (no) - Mikko Kokslien              | Telemark- Torkild Rasmussen Aam - Magnus Krog - Jan Rune Grave             |
| 2007        | Bardu              | Mobakken (Bardu)     | Mass start 10 km / K90                            | Jan Schmid                                                                | Håvard Klemetsen                                                               | Iver Markengbakken                                                         |
| 2007        | Bardu              | Mobakken (Bardu)     | Sprint K90 / 10 km                                | Iver Markengbakken                                                        | Jan Schmid                                                                     | Espen Rian                                                                 |
| 2007        | Bardu              | Mobakken (Bardu)     | Par équipes K90 / 3 x 5 km                        | Sør-Trøndelag 1- Espen Rian - Jan Schmid - Petter Tande                   | Oppland- Jonas Nermoen (no) - Mikko Kokslien - Iver Markengbakken              | Hedmark 1- Ole Martin Storlien - Jan Christian Bjørn - Håvard Kroglund     |
| 2008        | Trondheim          | Granåsen             | Gundersen                                         | Petter Tande                                                              | Magnus Moan                                                                    | Håvard Klemetsen                                                           |
| 2008        | Trondheim          | Granåsen             | Sprint K120 / 7,5 km                              | Magnus Moan                                                               | Håvard Klemetsen                                                               | Espen Rian                                                                 |
| 2008        | Trondheim          | Granåsen             | Par équipes K90 / 3 x 5 km                        | Sør-Trøndelag 1- Jan Schmid - Petter Tande - Magnus Moan                  | Oppland- Jonas Nermoen (no) - Iver Markengbakken - Mikko Kokslien              | Sør-Trøndelag 2- Jørgen Graabak - Einar Uvsløkk - Tommy Schmid             |
| 2009        | Raufoss            | Lønnbergbakken       | Mass-start 10 km                                  | Magnus Moan                                                               | Jonas Nermoen (no)                                                             | Ole Christian Wendel                                                       |
| 2009        | Raufoss            | Lønnbergbakken       | Sprint                                            | Petter Tande                                                              | Jan Schmid                                                                     | Espen Rian                                                                 |
| 2009        | Meldal             | Kløvsteinbakken      | Par équipes K105 / 3 x 5 km                       | Oppland- Jonas Nermoen (no) - Iver Markengbakken - Mikko Kokslien         | Sør-Trøndelag 1- Magnus Moan - Jan Schmid - Petter Tande                       | Hedmark 1- Gudmund Storlien - Ole Martin Storlien - Jan Christian Bjørn    |
| 2010        | Stokke             | Vikersundbakken      | Gundersen K105 / 10 km                            | Magnus Moan                                                               | Petter Tande                                                                   | Mikko Kokslien                                                             |
| 2010        | Stokke             | Vikersundbakken      | Par équipes K105 / 3 x 5 km                       | Sør-Trøndelag 1- André Nyeng Olsen - Espen Rian - Petter Tande            | Oppland- Jonas Nermoen (no) - Øystein Granbu Lien - Mikko Kokslien             | Hedmark 1- Håvard Kroglund - Jan Christian Bjørn - Ole Martin Storlien     |
| 2011        | Steinkjer          | Steinfjellbakken     | Gundersen K90 / 10 km                             | Mikko Kokslien                                                            | Håvard Klemetsen                                                               | Jonas Nermoen (no)                                                         |
| 2011        | Steinkjer          | Steinfjellbakken     | Sprint par équipes K90 / 15,3 km                  | Oppland 1- Jonas Nermoen (no) - Mikko Kokslien                            | Hedmark 1- Ole Martin Storlien - Gudmund Storlien                              | Sør-Trøndelag 1- Espen Rian - Jan Schmid                                   |
| 2011        | Trondheim          | Granåsen             | Par équipes K90 / 3 x 5 km                        | Sør-Trøndelag 1- Magnus Moan - Jørgen Graabak - Jan Schmid                | Hedmark 1- Truls Sønstehagen Johansen - Ole Martin Storlien - Gudmund Storlien | Troms- Glenn Arne Solli - Kristian Hammer - Thomas Kjelbotn                |
| 2012        | Voss               | Bavallsbakken        | Gundersen K95 / 10 km                             | Jørgen Graabak                                                            | Mikko Kokslien                                                                 | Magnus Moan                                                                |
| 2012        | Voss               | Bavallsbakken        | Sprint par équipes K95 / 5 x 2 x 1,3 km           | Sør-Trøndelag 1- Magnus Moan - Jørgen Graabak                             | Hedmark 1- Gudmund Storlien - Truls Sønstehagen Johansen                       | Sør-Trøndelag 2- Tommy Schmid - Jan Schmid                                 |
| 2013        | Hamar              | Rena-Bakken          | Gundersen HS 111 / 10 km                          | Magnus Krog                                                               | Håvard Klemetsen                                                               | Jan Schmid                                                                 |
| 2013        | Hamar              | Rena-Bakken          | Course à pénalités HS 111 / 10 km                 | Håvard Klemetsen                                                          | Mikko Kokslien                                                                 | Ole Martin Storlien                                                        |
| 2014        | Oslo / Beitostølen | Midtstubakken        | Gundersen K 95/ 10 km                             | Mikko Kokslien                                                            | Magnus Moan                                                                    | Ole Martin Storlien                                                        |
| 2014        | Molde              | Skarbakken (no)      | Course à pénalités K 90 / 10 km                   | Jørgen Graabak                                                            | Magnus Krog                                                                    | Håvard Klemetsen                                                           |
| 2014        | Molde              | Skarbakken (no)      | Par équipes K90 / 3 x 5 km                        | Sør-Trøndelag 1- Magnus Moan - Jørgen Graabak - Jan Schmid                | Hedmark 1- Gudmund Storlien - Ole Martin Storlien - Truls Sønstehagen Johansen | Akershus- Audun Hokholt - Lars Halvdan Buraas - Espen Andersen             |